# Jezioro Kowalewskie
Jezioro Kowalewskie – jezioro w Polsce, w województwie wielkopolskim, w powiecie gnieźnieńskim, w gminie Mieleszyn, na Pojezierzu Gnieźnieńskim. Przez akwen przepływa rzeka Kołdrąbski Strumień, dopływ Wełny. Zachodni, wschodni i południowy brzeg jeziora to tereny podmokłe. Brzeg północny zajmują łąki. Na północny wschód od akwenu leży wieś Kowalewo.

## Dane morfometryczne
Zwierciadło wody położone jest na wysokości 93 metrów. Maksymalna głębokość wynosi 2 metry.